# 149968 Trondal
149968 Trondal è un asteroide della fascia principale. Scoperto nel 2005, presenta un'orbita caratterizzata da un semiasse maggiore pari a 2,6914595 UA e da un'eccentricità di 0,0210544, inclinata di 2,71475° rispetto all'eclittica.
L'asteroide è dedicato all'astronomo norvegese Odd Trondal.